# یوژنی (استان آمور)
یوژنی (به لاتین: Yuzhny) یک منطقهٔ مسکونی در روسیه است که در استان آمور واقع شده‌است.